# حقوق کار

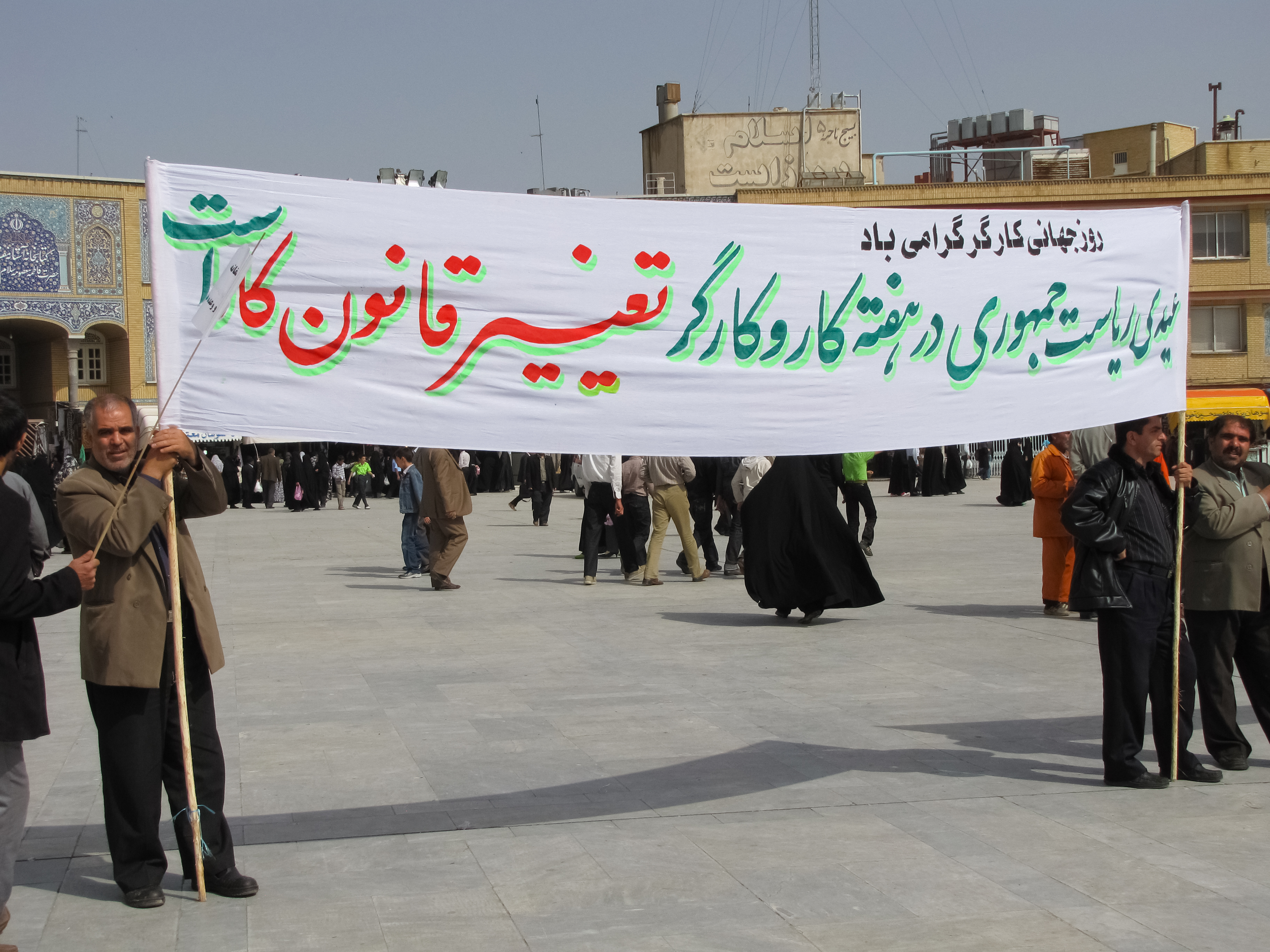
کارگران ناراضی از کارفرمایان خود در روز جهانی کارگر در شهر قم (بر روی پلاکارد نوشته شده است: «روز جهانی کارگر گرامی باد. عیدی ریاست جمهوری در هفته کار و کارگر تغییر قانون کار است» (سال ۱۳۸۸)

حقوق کارمندان و کارگران طبق قانون وزارت کار ایران در ایام تعطیلی عید نوروز به صورت زیر می‌باشد:
اگر کارفرما قرارداد بسته باشد در قرارداد موظف هستند همه نکات حقوق و مزایارا درج کنند و اگر کارفرما قرارداد با کارمندان خود نبسته باشند طبق قانون وزارت کار حقوق طی شده کامل باید پرداخت شود و نمی‌تواند کارفرما از حقوق کارمند و کارگر کسر کنند.
حقوق کار شاخه‌ای از حقوق عمومی است که به مطالعه قواعد ومقررات حاکم بر روابط کاری می‌پردازد. حقوق کار شامل حقوق کارگری و کارگران نیز می‌شود. حقوق کار بر کلیه روابط حقوقی که از انجام کار برای دیگری ناشی می‌شود و در هر مورد که اجرای کار با تبعیت نسبت به کارفرما همراه باشد، حاکم است و به عبارتی حقوق کار به بررسی، تجزیه و تحلیل و ارزیابی مقررات حمایتی و آمرانه‌ای می‌پردازد که ناظر به روابط تبعیتی کار می‌باشد و هدف آن تأمین امنیت، عدالت و نظم اجتماعی است. در معنایی دیگر می‌توان حقوق کار را «مجموعه قواعد حاکم بر روابط میان کارگر و کارفرما و نیز قواعد مرتبط با حقوق افراد، برای دستیابی به کار» تعریف نمود. باید توجه داشت که این قواعد معمولاً از نظام بین‌المللی، وارد نظام‌های حقوقی داخلی شده‌اند؛ بنابراین با شناخت این حقوق، در نظام بین‌المللی می‌توان قواعد داخلی را غنی تر تدوین کرد. امروز در قانون کار ایران و نیز در قانون اساسی جمهوری اسلامی ایران، از بسیاری از این دستاوردهای بین‌المللی کمک گرفته شده است. در خصوص تعریف حقوق کار می‌توان گفت می‌توان به اشکال گوناگونی این رشته را توصیف کرد. «پل دوران»، از متخصصان حقوق کار در فرانسه، بیان داشته است، حقوق کار، حاکم بر روابط حقوقی ناشی از انجام کار توسط یک فرد برای فرد دیگر می‌باشد. به نظر می‌رسد چنین تعریفی که تکیه بر جنبه حقوقی دارد می‌تواند تا حدی به تعریف جامع و مانع از این رشته نزدیک باشد.

## تاریخچه حقوق کار
در طول تاریخ، کارگرانی که مدعی نوعی حق برای خود بوده‌اند تلاش کرده‌اند تا به دنبال منافع خود باشند. در طول قرون وسطی، شورش دهقانان در انگلستان خواستار دستمزد و شرایط کاری بهتری بود. یکی از رهبران این شورش با نام جان بال، استدلال معروفی با اشاره به داستان آدم و حوا داشت و استدلال می‌کرد که انسان‌ها برابرند و یکسان به دنیا می‌آیند. کارگران اغلب برای به‌دست آوردن حقوق خود به حقوق سنتی متوسل می‌شدند. به عنوان مثال، دهقانان انگلیسی علیه جنبش حصار، که زمین‌های اشتراکی سنتی را می‌گرفت و آنها را خصوصی می‌کرد، مبارزه و اعتراض می‌کردند.
پارلمان بریتانیا کبیر قانونی با نام «Factory Act 1833» را در سال ۱۸۳۳ تصویب کرد و بر اساس آن کودکان زیر ۹ سال نمی‌توانستند کار کنند و کودکان ۹ تا ۱۳ ساله فقط می‌توانستند ۸ ساعت در روز کار کنند و کودکان ۱۴ تا ۱۸ ساله نیز فقط می‌توانستند ۱۲ ساعت در روز کار کنند.
حقوق کار افزوده نسبتاً جدیدی به پیکره متنی مدرن حقوق بشر است. مفهوم مدرن حقوق کار به قرن نوزدهم و پس از ایجاد اتحادیه‌های کارگری در پی فرآیندهای صنعتی‌سازی به وجود آمد. کارل مارکس به عنوان یکی از اولین و برجسته‌ترین مدافعان حقوق کارگران شناخته می‌شود. فلسفه و نظریه اقتصادی او بر مسائل کارگری متمرکز بود و از نظام اقتصادی سوسیالیستی او که جامعه ای است توسط کارگران اداره می‌شود، حمایت می‌کرد. بسیاری از جنبش‌های اجتماعی شکل گرفته حقوق کارگران با گروه‌های تحت تأثیر مارکس مانند سوسیالیست‌ها و کمونیست‌ها مرتبط بودند. دنبال کنندگان مکتب‌های سوسیالیسم دمکراتیک معتدل‌تر و سوسیال دموکراسی نیز از منافع کارگران حمایت می‌کردند. اخیراً حمایت از حقوق کارگران بر نقش خاص، استثمار و نیازهای کارگران زن و جریان‌های متحرک جهانی کارگران عادی، خدماتی یا مهمان متمرکز شده است.

## استانداردهای اساسی و پایه‌ای کار
استانداردهای اساسی و پایه‌ای کار (به انگلیسی:Core labor standards) که توسط سازمان بین‌الملی کار در اعلامیه قواعد و حقوق اساسی در محل کار مشخص است، «به‌طور گسترده‌ای به رسمیت شناخته شده است و از اهمیت ویژه ای برخوردار است». این استانداردها صرف نظر از اینکه کنوانسیون‌های بین‌الملی مربوط با حقوق کار تصویب شده باشند یا خیر یا با صرف نظر کردن از سطح توسعه یک کشور یا ارزش‌های فرهنگی، به‌طور جهانی قابل اجرا هستند. این استانداردها از استانداردهای کیفی و نه کمی تشکیل شده‌اند و سطح خاصی از شرایط کار، دستمزد یا استانداردهای بهداشتی و ایمنی را ایجاد نمی‌کنند. هدف این استانداردها تضعیف مزیت نسبی اقتصادی در کشورهای در حال توسعه نیست. استانداردهای اساسی کار، بخش مهمی از حقوق بشر هستند و در ابزارهای بین‌المللی حقوق بشر مختلفی و به‌طور گسترده‌ای تصویب شده‌اند. نمونه‌های این تصویبات در پیمان‌نامه حقوق کودک (CROC) با امضای ۱۹۳ طرف است، و در ICCPR با امضای ۱۶۰ طرف مشاهده می‌شوند. این استانداردها همچنین در مقررات مختلف مرتبط با کار و در اسناد حقوقی نرم بین‌المللی همانند «UN's Global Compact»، دستورالعمل‌های OECD و اعلامیه سازمان بین‌المللی کار نیز گنجانده شده‌اند. 
استانداردهای اساسی و پایه ای کار عبارتند از:
- آزادی انجمن:[۹] کارگران می‌توانند به اتحادیه‌های کارگری که مستقل از نفوذ دولت و کارفرماها هستند بپیوندند.
- حق چانه زنی جمعی:[۱۰] کارگران ممکن است به‌طور جمعی و، نه به نحوی فردی با کارفرمایان خود مذاکره کنند.
- ممنوعیت همه اشکال کار اجباری:[۱۱] شامل امنیت از کار اجباری در زندان و برده داری می‌شود و از اجبار کارگران به کار تحت فشار جلوگیری می‌کند.[۱۲]
- حذف بدترین اشکال کار کودکان:[۱۳] اجرای حداقل سن کار و شرایط خاص کاری برای کودکان.
- عدم تبعیض در استخدام: دستمزد برابر در برابر کار برابر.

تعداد بسیار کمی از کشورهای عضو سازمان بین‌الملی کار همه این کنوانسیون‌ها را به دلیل محدودیت‌های داخلی تصویب کرده‌اند، اما از آنجایی که این حقوق در اعلامیه جهانی حقوق بشر نیز به رسمیت شناخته شده‌اند، و بخشی از حقوق بین‌الملل عرفی را تشکیل می‌دهند، کشورها متعهد به احترام به این حقوق هستند. بسیاری از مسائل دیگر خارج از این استانداردهای اساسی وجود دارد، حقوق کارمندان در انگلستان شامل حق داشتن مشخصات شغلی، بیانیه حقوق و دستمزد دقیق، فرایند انضباطی که در آن کارگران حق همراهی و راهنمایی را دارند، استراحت روزانه، استراحت در کار، تعطیلات با دریافت حقوق و غیره می‌شود.

## مسائل و مشکلات اصلی در حقوق کار
جدای از حق تشکل و انجمن، جنبش‌های کارگری در مورد موضوعات مختلف دیگری که شاید بتوان گفت به حقوق کارگری مربوط می‌شود، کمپین کرده‌اند. در طول تاریخ جنبش کارگری شروع به بهبود شرایط کاری کارگران کردها است. در سال ۱۷۶۸ میلادی و در اعتصاب خیاطان کارآفرین، نسبت به کاهش دستمزد اعتراض شد. این اعتصابات آغاز جنبش کارگری در جهان را رقم زد با نزدیک شدن به قرن هجدهم، اتحادیه‌های کارگری برای بهبود شرایط کار برای همه کارگران تشکیل شدند و کارگران برای دستمزد بهتر، ساعات معقول کاری و شرایط کاری ایمن‌تری مبارزه کردند. جنبش کارگری تلاش‌هایی را برای توقف کار کودکان، اعطای مزایای بهداشتی و ارائه کمک به کارگران مجروح یا بازنشسته رهبری کرد.

### محدودیت در ساعات کاری
بسیاری از کمپین‌های جنبش کارگری با محدود کردن ساعات کاری در محل کار مرتبط بوده‌اند. جنبش‌های کارگری در قرن نوزدهم برای حق هشت ساعت کار در روز کمپین کردند. گروه‌های حمایتی از کارگران همچنین به دنبال محدود کردن ساعات کاری بوده‌اند و در بسیاری از کشورها یک هفته کاری ۴۰ ساعت یا کمتر استاندارد شده است. یک هفته کاری ۳۵ ساعته در سال ۲۰۰۰ میلادی در فرانسه ایجاد شد، اگرچه این استاندارد از آن زمان به‌طور قابل توجهی تضعیف شده است. کارگران ممکن است با کارفرمایان موافقت کنند که برای مدت طولانی تری کار کنند، اما ساعات اضافی به نحو اضافه‌کار قابل پرداخت است. در اتحادیه اروپا، هفته کاری به حداکثر ۴۸ ساعت شامل اضافه کاری محدود شده است. (همچنین به قانون Working Time Directive 2003 اتحادیه اروپا مراجعه کنید).

### کودکان کار
مدافعان حقوق کار با کار کودکان نیز مبارزه می‌کنند. آنها کار کودکان را استثمارگر و اغلب از نظر اقتصادی آسیب‌زننده می‌دانند. مخالفان کار کودکان اغلب استدلال می‌کنند که کودکان کار از تحصیل و آموزش محروم هستند. در سال ۱۹۴۸ میلادی و سپس در سال ۱۹۸۹ میلادی، سازمان ملل متحد اعلام کرد که کودکان از حق حمایت اجتماعی برخوردارند.

### شرایط محل و محیط کار
مدافعان حقوق کار برای بهبود شرایط محل کار و مطابقت آنان با استانداردهای تعیین شده‌ای تلاش کرده‌اند. در طول عصر ترقی‌خواهی، ایالات متحده اصلاحاتی در محل کار را آغاز کرد. این اصلاحات از طریق رمان جنگل اثر آپتون سینکلر و رویدادهایی مانند آتش‌سوزی کارخانه بلوز تری‌انگل در سال ۱۹۱۱ میلادی، توجه بیشتری دریافت کرد. حامیان حقوقی کارگری و سایر گروه‌ها اغلب از تأسیسات تولیدی با شرایط کاری بد با عناوینی چون بیگارخانه یا دارای خطرات بهداشتی وسلامتی شغلی انتقاد می‌کنند و برای شیوه‌های کاری بهتر و به رسمیت شناختن حقوق کارگران در سراسر جهان مبارزه می‌کنند.

### ایمنی و پایداری اجتماعی در کار
ابتکارات اخیر در زمینه پایداری شامل تمرکز بر پایداری اجتماعی است و شامل ارتقای حقوق کارگران و شرایط کار ایمن، پیشگیری از قاچاق انسان، و حذف کار غیرقانونی کودکان از محصولات و خدمات پایدار نیز می‌شود. سازمان‌هایی مانند وزارت کار و وزارت امور خارجه ایالات متحده مطالعاتی منتشر کرده‌اند که وابستگی یک کالا یا صنعت را به استفاده از کار کودکان یا قاچاق انسانی به نحوی غیرقانونی نشان می‌دهند. حقوق کار در سطح بین‌المللی توسط منابعی مانند آژانس نروژی برای مدیریت عمومی و دولت الکترونیک (DIFI) و استانداردهای عملکردی شرکت مالی بین‌المللی تعریف شده است.

### میزان دستمزد مناسب
جنبش کارگری برای قوانینی در حوزه حداقل دستمزد تضمین شده فشار می‌آورد و هنوز مذاکراتی از طرف کارگران برای افزایش حداقل دستمزد ادامه دارد. با این حال، مخالفان قوانین مختص به حداقل دستمزد، آن را به عنوان یک عامل ایجادکننده محدودیت در فرصت‌های شغلی برای کارگران غیر ماهر و تازه‌کار می‌دانند.
مزایا و هزینه‌های سرمایه‌گذاری مستقیم خارجی روی حقوق کار اغلب مورد بحث قرار می‌گیرد. یک مطالعه نشان می‌دهد که «اگرچه ممکن است کارگران از طریق سرمایه‌گذاری مستقیم خارجی شاهد افزایش شدید حداقل دستمزد نباشند، اما آنها از اجرای بهتر قوانین حداقل دستمزد موجود یا سایر حمایت‌هایی که در قانون اعطا شده است سود می‌برند و این در حالی است که سرمایه‌گذاری مستقیم خارجی بیشتری به اقتصاد وارد می‌شود و به تدریج شرایط کلی کار از این طریق بهبود پیدا می‌کند.»

### کارگران مهاجر و مهاجرت کاری
کارگران مهاجر قانونی گاهی مورد آزار قرار می‌گیرند. به عنوان مثال، مهاجران در امارات متحده عربی (از جمله دبی) با تعدادی از موارد سوء استفاده مواجه شده‌اند. دیده‌بان حقوق بشر مشکلات متعددی از جمله «عدم پرداخت دستمزد، افزایش ساعات کار بدون غرامت اضافه کاری، محیط‌های کاری ناامن که منجر به مرگ و جراحت می‌شود، شرایط بد زندگی در اردوگاه‌های کار، و عدم دریافت گذرنامه و اسناد سفر توسط کارفرمایان را فهرست می‌کند علیرغم قوانین خلاف این عمل، کارفرمایان پاسپورت کارگران مهاجر را مصادره می‌کنند. کارگران بدون پاسپورت خود نمی‌توانند شغل خود را تغییر دهند یا به خانه بازگردند. این کارگران منابع حقوقی پناهندگی کمی برای جلوگیری از سوء استفاده از کارشان دارند، اما شرایط رو به بهبود بوده است. وزیر کار و رفاه اجتماعی امارات متحدهُ علی بن عبدالله الکعبیُ تعدادی اصلاحات را برای کمک به بهبود شیوه‌های کار در کشورش انجام داده است.
در کشورهای همسایه مانند قطر نیز چنین مشکلی وجود دارد. قطر انتقادات زیادی را در مورد نحوه برخورد با کارگران خود دریافت کرده است، از جمله کسانی که در پروژه‌های جام جهانی فیفا کار کرده‌اند.

### کارگران غیرقانونی و ثبت‌نشده
حق رفتار برابر، صرف نظر از جنسیت، قومیت، ظاهر، مذهب و گرایش جنسی، از نظر بسیاری نیز به عنوان حق کارگر تلقی می‌شود. تبعیض در محل کار در بسیاری از کشورها غیرقانونی است، اما برخی شکاف در دستمزد بین جنسیت‌ها و گروه‌های هویتی دیگر را یک مشکل دائمی می‌دانند.
صرف نظر از وضعیت حقوقی و قانونی، بسیاری از کارگران مهاجر عمدتاً به این دلیل که به زبان محلی محل کار خود صحبت نمی‌کنند، از حقوق اولیه کاری خود برخوردار نیستند. برخی متوجه شده‌اند که مقدار درستی در دستمزد خود دریافت نمی‌کنند، در حالی که برخی دیگر کمتر از میزان صحیح خود حقوق دریافت می‌کنند.

### جهانی شدن
در مارس ۲۰۰۴ میلادی، کمیسیون جهانی ابعاد اجتماعی جهانی شدن گزارشی به نام «جهانی شدن منصفانه: ایجاد فرصت برای همه» منتشر کرد. این گزارش تصدیق می‌کند که چگونه جهانی شدن بالقوه می‌تواند بر حقوق کار تأثیر بگذارد. اصلاح فرایند جهانی شدن نیازمند همکاری نه تنها در داخل کشورها بلکه در سطحی جهانی است. این کمیسیون به مقامات سیاسی پیشنهاد می‌کند که «توجه خود را به همبستگی جهانی جلب کنند».
حامیان حقوق کارگران نگران این بوده‌اند که چگونه جهانی شدن می‌تواند بر حقوق کار در کشورهای مختلف تأثیر بگذارد. برخی آژانس‌های بین‌المللی و شرکت‌های جهانی به اجراگذاری قوانین به نحوی قوی رشد اقتصادی یک کشور را محدود می‌کند. از آنجایی که شرکت‌ها کار خود را به کارگران کشورهای کم‌دستمزد برون‌سپاری می‌کنند، دولت‌ها مقررات خود را برای جذب کسب‌وکار کاهش می‌دهند. در نتیجه، کشورهای فقیر استاندارد پایین‌تری از حقوق کار را برای رقابت با سایر کشورها اعمال می‌کنند. مطالعه لاینا موزلی نشان می‌دهد که حقوق جمعی کار از زمان شروع گسترش اخیر جهانی کاهش یافته است. با امضای قراردادها و معاهده‌ها در چندین کشور، حقوق کار می‌تواند در سراسر جهان محافظت شود. با این حال، برخی از کشورها با وجود اینکه قصد ندارند قوانین امضا شده را را رعایت کنند در این معاهده‌ها شرکت می‌کنند؛ بنابراین، ممکن است فضایی برای آسیب‌پذیری شیوه‌های حقوق کار وجود داشته باشد.
با این حال، برخی استدلال کردند که جهانی شدن می‌تواند اجرای حقوق کار را با پاسخ به خواسته‌های کشورهای دیگر بهبود بخشد. دولت‌ها در راستای منافع ملی خود عمل خواهند کرد، بنابراین زمانی که یک کشور تجاری مهم خواستار اجرای قوی حقوق کار باشد، مطابق با آن عمل خواهند کرد.

### نقد کار و نقد فناوری
انتقاداتی فلسفی متفاوتی نیز نسبت به ماهیت کار و رابطه آن با توسعه فناوری نیز توسط فیلسوفان و اقتصاددانان مختلفی در طول تاریخ وجود داشته است.

## سنجش و ارزیابی حقوق کار
چندین شاخص وجود دارد که حقوق کار تولید شده توسط سازمان‌های مختلف را اندازه‌گیری می‌کند. برخی بر قدرت چانه زنی جمعی و آزادی انجمن از جمله در مجموعه داده‌های تولید شده توسط کنفدراسیون بین‌المللی اتحادیه‌های کارگری (ITUC)، سازمان بین‌المللی کار (ILO) و دانشگاه ایالتی پنسیلوانیا تمرکز می‌کنند. برخی دیگر، همانند داده‌های تولید شده توسط مؤسسه V-Dem و مرکز تحلیل سیاست جهانی دانشگاه کالیفرنیا بر مؤلفه‌های دیگری مانند تبعیض شغلی، کار کودکان و کار اجباری تمرکز دارند.
ITUC شاخص حقوق جهانی را به صورت سالانه تولید می‌کند و «کشورها را بسته به رعایت حقوق جمعی کار و نقض اسناد توسط دولت‌ها و کارفرمایان از حقوق شناخته شده بین‌المللی ارزیابی را می‌کند.» ILO داده‌هایی را برای هدف توسعه پایدار ۸٫۸٫۲ تولید می‌کند که «سطح تبعیت ملی با حقوق کار (آزادی انجمن‌ها و مذاکرات جمعی) بر اساس منابع متنی سازمان بین‌المللی کار (ILO) و قوانین ملی کشورها و بر اساس جنسیت و وضعیت مهاجرتی فرد محاسبه می‌شود.» مرکز حقوق کارگران جهانی در دانشگاه پنسلیوانیا نیز مجموعه ای از شاخص‌های حقوق کار را تولید کرده است که از روشی مشابه با ILO استفاده می‌کند، اما پوشش کشوری گسترده‌تری دارد.
مؤسسه V-Dem طیف گسترده‌ای از داده‌ها را در مورد حقوق مدنی و دموکراسی تولید می‌کند. این داده‌ها مربوط به شیوع کار اجباری و داده‌های مربوط به سازمان‌های جامعه مدنی، از جمله اتحادیه‌های کارگری و تجاری است. مرکز تحلیل سیاست جهانی دانشگاه کالیفرنیا یک پایگاه داده در مورد طیف وسیعی از استانداردهای قانونی جهانی از جمله حقوق زنان، حقوق ناتوانان، کار کودکان و تبعیض شغلی را مدیریت می‌کند.

## مفهوم حقوق کار
در خصوص مفهوم حقوق کار اتفاق نظر وجود ندارد و از آنجایی که دیدگاه‌های اجتماعی و فکری حقوق‌دانان در خصوص این رشته از علم حقوق یکسان نیست، بنابراین با توجه به تعاریف پیشنهادی حقوق‌دانان کشورهای صنعتی می‌توان حقوق کار را این چنین تعریف نمود. «حقوق کار بر کلیه روابط حقوقی که از انجام کار برای دیگری ناشی می‌شود و در هر مورد که اجرای کار با تبعیت نسبت به کارفرما همراه باشد، حاکم است و به عبارتی حقوق کار به بررسی، تجزیه و تحلیل و ارزیابی مقررات حمایتی و آمرانه‌ای می‌پردازد که ناظر به روابط تبعیتی کار می‌باشد و هدف آن تأمین امنیت، عدالت و نظم اجتماعی است.» بنابراین با تعریفی که از حقوق کار ارائه شد، معلوم می‌شود افرادی که دارای کار مستقل هستند و برای خود کار می‌کنند؛ مانند اصناف، کشاورزان و نیز صاحبان مشاغل آزاد؛ مانند رانندگان، پزشکان و وکلای دادگستری از شمول قانون کار خارج می‌باشند. از طرف دیگر هر نوع تبعیت و کار برای دیگری نیز تابع قانون کار نیست. بدین معنا که افرادی که تابع قوانین خاص استخدامی هستند مانند کارکنان دولت از شمول قانون کار خارج هستند و شرایط آن‌ها تابع حقوق اداری است.
مفهوم کار تابع نقشی اساسی در تشخیص روابط شغلی مشمول قانون کار دارد. کار برای دیگری، به شرطی مشمول حقوق کار می‌شود که از شمول هر قانون خاص استخدامی خارج باشد. حقوق کار هر چند ناظر به مقررات حاکم بر روابط کارگر و کارفرماست؛ ولی همیشه روابط یک کارگر و یک کارفرما منظور نظر نیست و بلکه حقوق کار روابط جمعی کار را نیز مورد بررسی قرار می‌دهد. از این رو پیمان‌های جمعی و تشکل‌های کارگری و کارفرمایی از جمله مهم‌ترین مباحث حقوق کار است.

## ویژگی‌های حقوق کار
نخستین ویژگی حقوق کار، حکومت آن بر روابط کارگری و کارفرماست. با الهام از تعریف کارگر در قانون کار، می‌توان به ویژگی دیگر حقوق کار دست یافت و آن عبارت است از” تبعیت و پیروی کارگر از کارفرما”. به این ترتیب می‌توان حقوق کار را به این صورت تعریف کرد: “حقوق کار مقررات حاکم بر روابط کارگر و کارفرماست به نحوی که انجام کار به وسیلهٔ کارگر همراه با تبعیت او از کارفرما می‌باشد. در اینجا یادآوری این نکته ضرورت دارد که حقوق کار شامل هر نوع کاری نیست. نخستین شرط عبارت است از انجام کار برای دیگری؛ یعنی کارهایی که در جامعه عرفاً خود اشتغالی نامیده می‌شوند و افراد خود استادکار خویش بوده و به حساب خود کار می‌کنند. مانند: کشاورزان، اصناف تابع قانون کار نیستند. پس در حقوق کار در مقابل کارگر، کارفرما نیز وجود دارد. در عین حال هر نوع کار برای دیگری نیز تابع قانون کار نیست، چرا که کارکنان دولت هم کار خود را تحت تبعیت اداره و دولت انجام می‌دهند، اما این مقوله در حقوق اداری مورد بحث قرار می‌گیرد و ارتباطی به حقوق کار ندارد. کار برای دیگری برای اینکه مشمول حقوق کار شود باید از شمول هر قانون خاص استخدامی خارج باشد. در حقوق کار تکیه اصلی روی حقوق کارگر و تعهدات کارفرماست و مقررات آن به نفع کارگر تبعیض‌آمیز است، لیکن مسائل دیگری نیز مورد توجه حقوق کارند که از جمله آن مسائل عبارتند از: تعهدات کارگر، حل اختلاف کارگر و کارفرما و بازرسی کار و غیره. همیشه روابط یک کارگر و یک کارفرما منظور نظر نیست. بلکه حقوق کار روابط جمعی کار را نیز مورد بررسی قرار می‌دهد. از این رو مذاکرات جمعی، پیمانهای جمعی و تشکل‌های کارگری و کارفرمایی از جمله مهم‌ترین مباحث حقوق کار است. مدت قرارداد کار، هیچ حداقلی ندارد و قرارداد یک روزه هم صحیح و معتبر است.

## نظریات حقوق کار
۱ - نظریه لیبرالیستی (حقوق خصوصی- حقوق قراردادی): طبق این نظریه، رابطه کارگر و کارفرما ناشی از قرارداد انفرادی کار بین آن‌ها است و اصولاً باید تابع حقوق قراردادها حقوق خصوصی باشد. این برداشت با دیدگاه مکتب اقتصاد آزاد در سده‌های اخیر و لیبرالیسم و اندیشه اصالت فرد هماهنگی دارد. بنا به این برداشت از رابطه کار، مانند هر قرارداد دیگری در حقوق خصوصی به ویژه حقوق مدنی، روحیه فردگرایی بر قرارداد کار حاکم است یعنی هر فردی حق دارد برای رسیدن به اهداف مشروع به‌دست آوردن سود زیادتر، به شرط رضایت طرف دیگر، شرایط مناسب هدف خود را در قرارداد کار بگوید. این طرز فکر کاملاً با افکار رایج در اواخر سده ۱۸ و سده ۱۹ که اوج آرمان‌های برابری و آزادی انسان‌ها بودند موافقت دارد. اما از اوایل قرن بیستم به بعد که جنبش‌های کارگری تا حدی تحت تأثیر باورهای مارکسیستی مبارزه طبقاتی قرار گرفتند و مرز دفاع از منافع صنفی را پشت سر گذاشتند و تئوری استثمار و مظلومیت تاریخی خود را پیش کشیدند، این تعریف به تدریج از بین رفت و سسست و تا حدی منسوخ شد. سیاست رفاه اجتماعی که به منظور توزیع عادلانه نتایج و مزایای توسعه اقتصاد صنعتی در جوامع سرمایه داوری و مقابله با انقلاب کارگری اتخاذ گردیده بود، موجب شد که بهره‌برداری از نیروی انسانی و روابط ناعادلانه براساس آن، از تابعیت صرف قراردادهای خصوصی کار آزاد شده، تحت نظم و نسق قانونی درآید. امروزه بخش بزرگی از حقوق کار مقررات امری والزام‌آور است، در حالی که شرایط قراردادهای فردی کار، بخش ناچیزی از آن را تشکیل می‌دهد. پس، تعریف حقوق کار به عنوان یک قرارداد حقوق خصوصی و مشمول حقوق مدنی یا به‌طور کلی حقوق قراردادها که تعریف فردگرایانه آن می‌باشد، در قرن بیستم، طرفداران زیادی در ممالک غربی نداشت.
۲ - نظریه سوسیالیستی (حقوق عمومی- حمایت اجتماعی) در میان مکتب‌های فکری که به حقوق کار از دیدگاه قرارداد خصوصی صرف نمی‌نگرند و آن را بیشتر از حقوق عمومی و مربوط به اقتصاد ملی می‌دانند، از میان سوسیالیست‌های تندرو بد نیست به تعریفی از پروفسورلیون کان اشاره شود. وی حقوق کار را مجموعه مقرراتی می‌داند که استثمار کارگر در نظام سرمایه‌داری و چگونگی مبارزه او با این استثمار و حدود این استثمار را تنظیم و تعیین می‌کند. طبق این تعریف لیون کان، حقوق کار در نظام سرمایه‌داری می‌توان با تعیین الزامی حد اقل مزد و مزایا که به کمتر از آن توافق نمی‌توان کرد و حداکثر ساعات کار که به بیش از آن توافق نمی‌توان کرد، استثمار کارگر از سوی کارفرها را تعدیل می‌کند. همچنین پیش‌بینی اصول روابط جمعی کار در قوانین، را شناسایی حق تشکیل اتحادیه‌ها و سازمان‌های سندیکایی و تنظیم فعالیت آن‌ها از جمله حق اعتصاب، به طبقه کارگر امکان می‌دهد که در مقابل قدرت مالی و اقتصادی کارفرمایان، قدرت و زمینه پایدار گروهی داشته باشد و در صورت لزوم از راه مذاکره و گفتگوی جمعی، از شدت استثمار کاهش یابد. همین مکتب فکری ژان ریورو و ژان ساواتیه، این تعریف را کاملاً درست نمی‌دانند و معتقدند که پدیده استثمار کارگر با آن تعریفی که مارکسیست‌ها از استثمار دارند منحصر به نظام سرمایه‌داری نیست، بلکه در نظام مالکیت اشتراکی ابزار تولید هم ممکن است دولت (کارفرما)، کارگران را استثمار کند. این گروه از حقوقدانان طرفداران عدالت اجتماعی- حقوق کار را، مجموعه مقررات حمایتی، تلقی می‌کنند که روابط فردی و جمعی کار را در برمی گیرد. در هر حال، قطع نظر از اختلاف ایدئولوژیک داخلی، نظریه حقوقدانان سوسیالیت این است که حقوق کار، مجموعه‌ای از مقررات و شرایط الزام‌آور حمایتی (حمایت از کارگر) است که از سوی مراجع صلاحیت دار عمومی و گروهی، به عنوان چارچوب روابط فردی و جمعی کار، وضع و اجرا می‌گردد.
در زمان ما قوانین لازم‌الاجرا و امری که ربطی به حاکمیت اراده قراردادی طرفین ندارند بخش مهمی از روابط کار را تنظیم می‌کنند. همچنین ممکن است شرایط قراردادهای جمعی کار، بخش دیگری از حق‌ها و تکالیف متقابل کارگر و کارفرما را تعیین کنند. همچنین، اتحادیه‌های صنفی سندیکاها و تصمیمات جمعی آن‌ها برای حفظ مصالح کارگران از قبیل تظاهرات، اعتصابات و غیره می‌توانند قسمتی از روابط کار را تحت تأثیر قرار دهند. گذشته از این، حقوق کار به نظر عده‌ای نقش اقتصادی بنیادین دارد و در واقع وسیله‌ای است برای هماهنگی و کار سرمایه و در نتیجه یک بعد اقتصاد سیاسی و که مدیریت امور عمومی و ملی در آن دیدمی شود. برای تبیین این دو مکتب به چند نظام حقوقی مرتبط با آن‌ها اشاره می‌شود. در مدل انگلیسی که الگویی اقتصادی، و مبتنی بر نظام مصونیت حقوقی است، وابستگی به الگوی اراده محور و فردگرایانه و باگمانی نسبت به دخالت قانون‌گذار یا قاضی در ضابطه مند کردن بازار کار، عمیقآ باقی مانده است. در این مدل، روابط کار، بازاری را ایجاد می‌کند که نباید خللی به خودضابطه مندسازی آن وارد گردد در حالی که در مدل آلمانی که اجتماعی است، ضوابط کار به صورت مجموعه‌ای از جوامع ظاهر می‌شود.